# 氢氧化钴
氢氧化钴是二價鈷的氫氧化物，化学式为Co(OH)2。

## 性质
玫瑰红色斜方结晶或粉末，不溶于水，溶于酸和铵盐溶液。
氢氧化钴虽较氢氧化亚铁稳定，但在空气中也能缓慢地被氧化成棕黑色的羟基氧化钴。
氢氧化钴存在粉红色和蓝色两种变体，其中粉红色变体较为稳定，当将蓝色变体较长时间放置或加热即转变为粉红色物种。

## 制备
由氯化钴溶液与氢氧化钠溶液反应而生成，再经洗涤、离心分离制得成品。
向钴(II)盐溶液中碱金属氢氧化物时，依赖反应条件，可以得到蓝色或粉红色的氢氧化钴(II)沉淀。
{\displaystyle {\rm {\ CoCl_{2}+2NaOH\rightarrow Co(OH)_{2}+2NaCl}}}

## 用途
用作玻璃和搪瓷的着色剂、制取其他钴化合物的原料，以及清漆和涂料的干燥剂。